# 박기수
박기수(1774년 ~ 1845년)은 조선 후기의 문신이다. 본관은 반남이다.

## 생애
순조 때 문과에 급제해 각신, 수찬, 동래부사 등을 지내고 성균관대사성으로 초배되고 부제학을 거쳐 전라도관찰사, 첨지중추부사, 사간원대사간을 하는데, 대사간으로 있다가 이조참판, 사헌부대사헌에 이어 대사헌, 형조판서, 한성부판윤, 공조판서를 거쳐 우부빈객에 의정부우참찬을 한 뒤, 사헌부대사헌을 거쳐 광주유수가 되고, 이후 우빈객에 이조판서를 하다 사헌부대사헌, 한성부판윤, 형조판서, 공조판서, 예조판서, 규장각제학을 하며 지경연사에 이르렀다.